# 暫定大統領評議会
暫定大統領評議会（ざんていだいとうりょうひょうぎかい、フランス語: Conseil présidentiel de transition、ハイチ語: Konsèy tranzisyon prezidansyèl）は、2024年4月25日にアリエル・アンリ暫定政権崩壊以降のハイチにおける国家臨時機関。日本語における名称は確定しておらず、暫定大統領会議や暫定評議会とも呼ばれる。2026年2月7日まで一時的に、空位である同国大統領の権限を遂行する。
4月30日にエドガール・ルブラン・フィスを評議会議長に選出し、新首相にフリッツ・ベリゼールを指名したが、暫定首相の指名は評議会内で論争状態となったため、5月28日には全会一致でギャリー・コニーユ元首相を新首相に指名した。また5月9日には2026年2月7日までの評議会議長を務める順番を決定した。11月10日にコニーユを首相を解任し、翌11日に実業家のアリックス・ディディエ・フィス＝エメが就任したが、この決議はフィスが反対するなど、一枚岩の決定ではなかった。

## 概要
ジョブネル・モイーズ暗殺事件後から続くハイチ危機でアンリ政権は疲弊し、ジミー・シェリジエらギャングによる銃撃戦が重なり、アンリ首相は3月11日に辞任表明を行った。同時に近日中に設立される暫定評議会に首相の選出も委ねると発表。アンリ首相は公約であった早期の選挙実施を行わなかったため、ギャングなどによる反発を買っていた。2024年4月3日、3月11日のCARICOM会議で設立を目前とした移行大統領評議会は4月16日に閣僚評議会によって、評議会メンバーを決定した。4月7日にCARICOMと2026年2月7日までに大統領を選出する約束を交わした。4月25日にギャングとの銃撃戦が響く最中、国立宮殿で就任宣誓を行った。

### 権限・規定
ハイチ憲法第135条に基づいて設立された大統領職を保持するための要件を満たさなければならず、次の選挙で大統領に立候補する資格を剥奪される（大統領は連続再選禁止の規定があるため）。首相の任免及び条約の締結などの権限に限られる。国防は暫定首相と共に責任を負い、国際治安部隊の派遣を迅速に遂行しなければならないと規定される。

## 構成
投票権を持つ7人とオブザーバーの2人によって、構成される。太字が現職の議長。
| 役職         | 氏名                           | 所属政党           | 備考                         |              |
| 正規メンバー | 正規メンバー                   | 正規メンバー       | 正規メンバー                 | 正規メンバー |
| ------------ | ------------------------------ | ------------------ | ---------------------------- | ------------ |
| 評議員       | フリッツ・ジャン               | 愛国組織           | 元首相                       |              |
| 評議員       | エドガール・ルブラン・フィス   | 闘争のための人民党 | 元ハイチ上院議長             |              |
| 評議員       | レスリー・ヴォルテール         | ファンミ・ラバラス | 元教育相、国連特使           |              |
| 評議員       | スミス・オーギュスタン         | 無所属             | 元駐ドミニカ共和国ハイチ大使 |              |
| 評議員       | ローラン・サン＝シル           | 不詳               | 不詳                         |              |
| 評議員       | エマニュエル・ヴェルティレール | 不詳               | 不詳                         |              |
| 評議員       | ルイ・ジェラール・ジル         | 不詳               | 不詳                         |              |
| オブザーバー |                                |                    |                              |              |
| 評議員       | レジン・アブラハム             | 不詳               | 不詳                         |              |
| 評議員       | フリネル・ジョセフ             | 不詳               | 不詳                         |              |

### 評議会議長
2024年5月9日に発表された政令で評議会議長を輪番制とすることを公表し、エドガール・ルブラン・フィス、スミス・オーギュスタン、レスリー・ヴォルテール、ルイ・ジェラール・ジルの順番で4人が議長を務めることとされたが、スミス・オーギュスタンは汚職疑惑を理由に議長職に就くことを禁じられた。
| 氏名                         | 就任日        | 退任日        |
| ---------------------------- | ------------- | ------------- |
| エドガール・ルブラン・フィス | 2024年4月30日 | 2024年10月7日 |
| レスリー・ヴォルテール       | 2024年10月7日 | 2025年3月7日  |
| フリッツ・ジャン             | 2025年3月7日  | 2025年8月7日  |
| ローラン・サン＝シル         | 2025年8月7日  | 2026年2月7日  |

## 国際的な評価
2023年4月13日、公式声明でアントニオ・グテーレス国連事務総長は評議会の設立を歓迎し、「ハイチの全政治家に、政権移行を促進するように」と早期の改善を求めた。ケニアのウィリアム・ルト大統領も評議会の創設を歓迎し、SNSで「ケニアは新しい指導者がハイチ危機の解決、安全の回復、ハイチの人々に政治的移行を与え、持続可能な平和と発展の到来を告げるための強力な基盤を築くという自信を表明してほしい」と投稿した。
同年4月15日、欧州対外行動局は「アリエル・アンリ首相が遅滞なく退任し、評議会メンバーを正式に任命されることが重要である」と述べた。

## 関連
- 連邦参事会 - スイスの集団元首。
- ボスニア・ヘルツェゴビナの大統領評議会 - ボスニア・ヘルツェゴビナの集団元首。